# Nepenthes masoalensis
Nepenthes masoalensis Schmid-Höllinger, 1977 è una pianta carnivora della famiglia Nepenthaceae, endemica del Madagascar, dove cresce a 0–400 m.

## Distribuzione e habitat
Questa specie è diffusa nel Madagascar orientale, in particolare nella penisola di Masoala e nella regione del monte Ambato.

## Conservazione
La Lista rossa IUCN classifica Nepenthes masoalensis come specie in pericolo di estinzione (Endangered).